# کازوکی ساکورابا
کازوکی ساکورابا (انگلیسی: Kazushi Sakuraba؛ زادهٔ ۱۴ ژوئیهٔ ۱۹۶۹) ورزشکار هنرهای رزمی ترکیبی و کشتی‌گیر کشتی حرفه‌ای اهل ژاپن است.